# 趙秉忠 (萬曆二年進士)
趙秉忠（1542年—？），字藎臣，號謙宇，福建建寧府甌寧縣人，民籍，明朝政治人物。

## 生平
嘉靖四十年（1561年）辛酉科福建鄉試第一名舉人，萬曆二年（1574年）甲戌科會試第十二名，登三甲第一百五十四名進士。四年授浙江瑞安县知县，九年调任江西乐平县知县，后因清丈土地不力被免职。著有《畏壘》、《氷言》等集。

## 家族
曾祖趙榮，曾任府知事；祖父趙瑀；父趙鶴，曾任訓導。母龔氏；繼母朱氏。慈侍下。兄秉智。弟秉良。